# Bactrini
Los bactrinos (Bactrini) son una tribu de lepidópteros ditrisios de la familia Tortricidae.  Tiene los siguientes géneros.

## Géneros
Bactra
Cyclacanthina
Henioloba
Parabactra
Syntozyga